# Chilenisches Militärordinariat

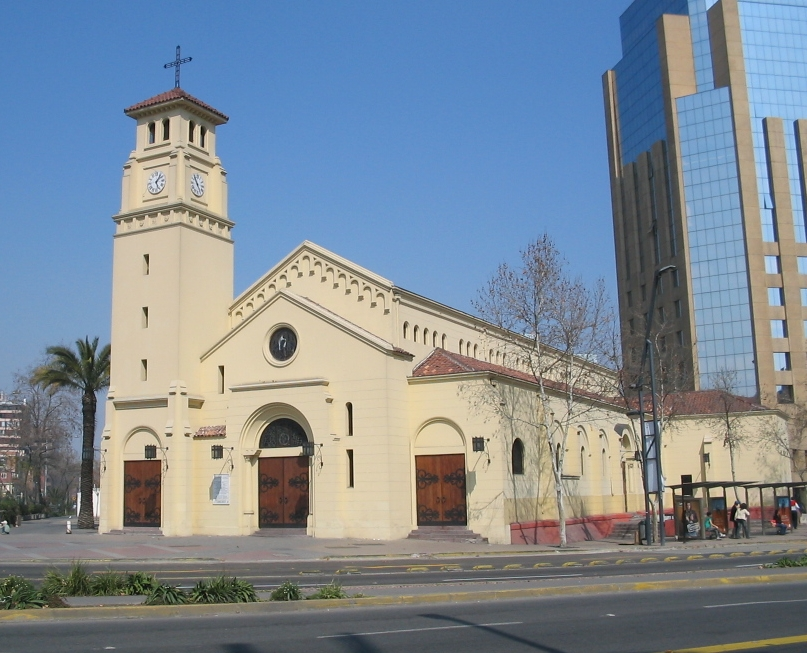
Militärkathedrale Nuestra Señora del Carmen

Das Chilenische Militärordinariat ist ein Militärordinariat in Santiago de Chile und zuständig für die chilenischen Streitkräfte.

## Geschichte
Das Militärordinariat in der Republik Chile betreut Angehörige der chilenischen Streitkräfte katholischer Konfessionszugehörigkeit und deren Familien seelsorglich. Es wurde durch Papst Pius X. am 3. Mai 1910 zunächst als Militärvikariat errichtet und 1983 zum Militärbistum erhoben.

## Militärbischöfe
| Nr. | Name                                   | Amt                                                           | von               | bis               |
| --- | -------------------------------------- | ------------------------------------------------------------- | ----------------- | ----------------- |
| 1   | Rafael Edwards Salas                   | Titularbischof von Dodona Weihbischof von Santiago de Chile   | 27. Mai 1910      | 5. August 1938    |
| 2   | José Luis Fermandois Cabrera           | Apostolischer Vikar, Chile (Militär)                          | 8. August 1938    | 18. August 1941   |
| 3   | Carlos Labbé Márquez                   | Titularbischof von Leuce Apostolischer Vikar, Chile (Militär) | 18. August 1941   | 17. Oktober 1941  |
| 4   | Julio Tadeo Ramírez Ortiz              | Apostolischer Vikar, Chile (Militär)                          | 17. Oktober 1941  | 10. Juni 1942     |
| 5   | Teodoro Eugenín Barrientos SSCC        | Titularbischof von Hierissus                                  | 20. Juni 1942     | 21. Dezember 1959 |
| 6   | Francisco Xavier Gillmore Stock        | Apostolischer Vikar, Chile (Militär) Titularbischof von Auzia | 16. Oktober 1959  | 26. November 1983 |
| 7   | José Joaquín Matte Varas               | Titularbischof von Alba                                       | 26. November 1983 | 31. Januar 1995   |
| 8   | Gonzalo Duarte García de Cortázar SSCC | Titularbischof von Lamiggiga Bischof von Valparaíso           | 31. Januar 1995   | 4. November 1999  |
| 9   | Pablo Lizama Riquelme                  | Militärbischof, Chile (Militär)                               | 4. Januar 1999    | 27. Februar 2004  |
| 10  | Juan Barros Madrid                     | Militärbischof, Chile (Militär)                               | 9. Oktober 2004   | 10. Januar 2015   |
| 11  | Santiago Silva Retamales               | Militärbischof, Chile (Militär)                               | 7. Juli 2015      | 23. Dezember 2020 |
| 12  | Pedro Ossandón Buljevic                | Militärbischof, Chile (Militär)                               | 28. Oktober 2021  |                   |